# De gouden gans

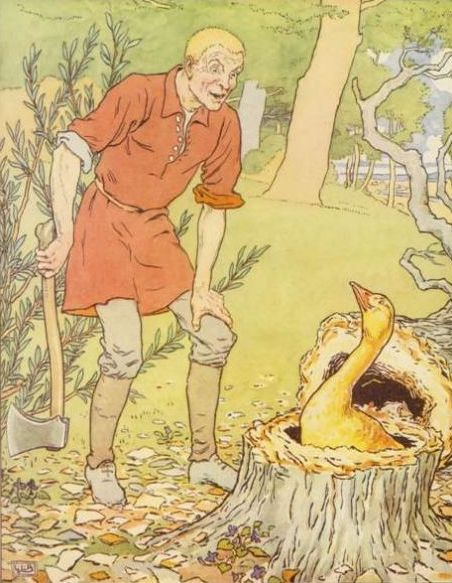
Domoor vindt de gouden gans

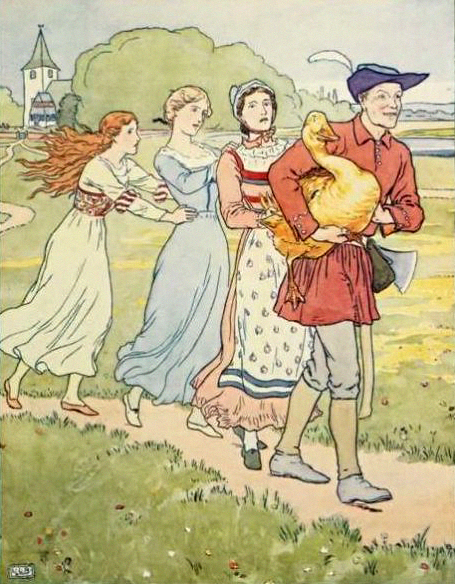
De drie dochters van de waard zitten vast

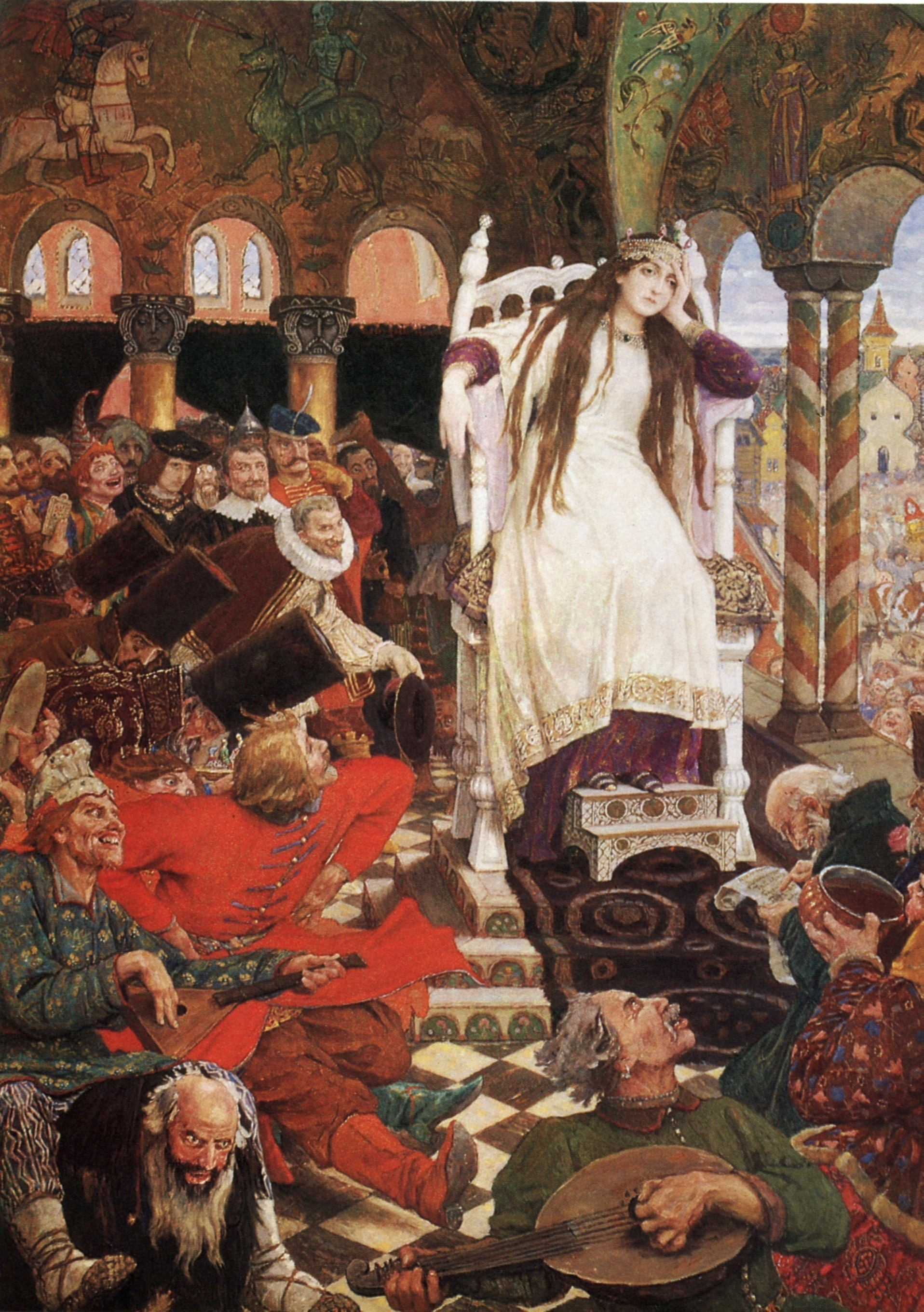
Een prinses die niet kan lachen komt in vele landen voor, hier een afbeelding uit het Vasnetsovmuseum in Moskou

De gouden gans is een sprookje uit Kinder- und Hausmärchen, de verzameling van de gebroeders Grimm, met als nummer KHM64. De oorspronkelijke naam is Die goldene Gans.
Het sprookje is in Nederland ook bekend als Zwaan kleef aan.

## Het verhaal
Een man heeft drie zonen, de jongste heet Domoor en wordt door iedereen bespot. De oudste zoon gaat hout halen en krijgt een eierkoek en fles wijn mee. Hij ontmoet een mannetje en deze vraagt om voedsel en een slokje wijn, maar krijgt niks. De jongen slaat zich tijdens het werk met de bijl in zijn arm en gaat naar huis. De tweede zoon gaat hout hakken en geeft het mannetje ook niks, hij hakt zich in zijn been en gaat naar huis. Domoor wil hout gaan hakken en na lang aandringen mag hij gaan. Hij krijgt een koek die met water in de as is gebakken en een fles zuur bier van zijn moeder mee. Hij geeft het grijze mannetje te eten en het blijkt een fijne eierkoek te zijn. Het mannetje zegt dat Domoor beloond zal worden voor zijn goede hart, Domoor moet een boom omhakken. Tussen de wortels ligt een gans met gouden veren en Domoor neemt deze mee naar de herberg.
De drie dochters van de waard zien de vogel en willen een veer. De oudste dochter grijpt de gans, maar haar handen plakken aan de vogel. Ook de tweede dochter komt vast te zitten als ze haar zuster aanraakt. Dit gebeurt ook met de derde dochter en Domoor gaat met de gans en de meisjes op weg. De pastoor komt het gezelschap tegen in het veld en wil de dames wegtrekken, maar komt ook vast te zitten. Ze komen een koster tegen en twee boeren, met zeven personen zitten ze vast en hollen achter Domoor aan. Het gezelschap komt in een stad waar degene die de koningsdochter aan het lachen kan krijgen met haar mag trouwen. Als het meisje het gezelschap ziet, begint ze te schaterlachen.
De koning is niet blij met deze schoonzoon en wil dat zijn kelder met wijn eerst wordt leeggedronken. Domoor denkt aan het grijze mannetje en gaat naar de omgehakte boom. Daar zit een man die vertelt veel dorst te hebben en niets kan zijn dorst lessen. Domoor neemt de man mee en deze drinkt de voorraad wijn op. De koning wil dat eerst een berg van brood wordt opgegeten en Domoor gaat weer naar het bos. Een man zegt dat hij zichzelf met zijn riem moet dichtsnoeren omdat hij anders sterft van de honger en Domoor neemt hem mee. De man eet al het brood en de koning wil dan nog een schip dat over land kan varen. Domoor gaat naar het bos en ziet het oude grijze mannetje en deze geeft hem het schip waarmee hij over land kan varen. De bruiloft wordt gevierd en na de dood van de koning erft Domoor het rijk en is gelukkig met zijn vrouw.

## Achtergronden bij het verhaal
- Het sprookje bestaat uit twee versies en komt uit Hessen en Paderborn.
- In de versie uit Paderborn was er een vogeltje voor een slee gespannen, hier kleefde iedereen aan vast.
- In de opeenvolgende drukken van Kinder- und Hausmärchen is aan dit sprookje goed te zien hoe de gebroeders Grimm de sprookjes hun specifieke stijl gaven.
- Het vastkleven is ook te vinden in de Edda, Loki plakt aan een stang waarmee hij de adelaar wil slaan.
- Drie toverdingen komen ook voor in Tafeltje dek je, ezeltje strek je en knuppel uit de zak (KHM36), De raaf (KHM93), De jood in de doornstruik (KHM110), De ijzeren kachel (KHM127), De waternimf in de vijver (KHM181), De koning van de gouden berg (KHM92) en Het klosje, de schietspoel en de naald (KHM188).
- Sprookjes met personen die veel kunnen eten zijn bijvoorbeeld Met z'n zessen de hele wereld rond (KHM71) en De zes dienaren (KHM134).
- De prinses die niet kan lachen, komt ook voor in De goede ruil (KHM7).
- Het schip dat vaart over land en over zee is bekend uit de noordse mythologie en sagenwereld. Zie ook Vogel Grijp (KHM165).
- In veel sprookjes trekt de domoor juist aan het langste eind omdat hij andere kwaliteiten heeft, zie Sprookje van iemand die erop uittrok om te leren griezelen (KHM4), Het zingende botje (KHM28), Slimme Hans (KHM32), De drie talen (KHM33), De bijenkoningin (KHM62), De drie veren (KHM63), Gelukkige Hans (KHM83), Het aardmanneke (KHM91), De arme molenaarsknecht en het katje (KHM106) en Vogel Grijp (KHM165). De domoor is vaak de derde zoon en heet vaak Hans (denk aan de uitdrukking "zit niet zo te hannesen"). In Russische sprookjes heet hij Iwan. In het heden past hij niet, maar hij zal slagen in de toekomst.
- Ook in De levende himphamp komen mensen vast te zitten.
- Op het Anton Pieck Plein in de Efteling komt dit sprookje ook voor: elk kwartier is Domoor te zien met de gans onder zijn arm en de rij mensen achter zich aan. Zij lopen voor het raam van de prinses langs, die vervolgens begint te lachen.
- Vergelijk met De pruimenjongen.
- Het kleine, grijze of oude mannetje treedt vaak op als helper van de mens, maar kan ook boosaardig zijn. Denk ook aan een kabouter, dwerg, gnoom, trol of onderaardse geest. Zie hiervoor ook De drie mannetjes in het bos (KHM13), Het zingende botje (KHM28), De kabouters (KHM39), Repelsteeltje (KHM55), De bijenkoningin (KHM62), Het aardmanneke (KHM91), Het water des levens (KHM97), De geest in de fles (KHM99), De jood in de doornstruik (KHM110), Vogel Grijp (KHM165), Sterke Hans (KHM166) en De geschenken van het kleine volkje (KHM182).